# گرگ دریا
گرگ دریا رمانی از جک لندن نویسنده آمریکایی است که در سال ۱۹۰۴ منتشر شد و به سرعت با استقبال خوانندگان روبرو گشت.
جک لندن در این رمان داستان روشن فکری به نام هامفری وان ویدن را بیان می‌کند که بر اثر غرق کشتی اسیر گروهی ملوان خشن به سرپرستی شخصی به نام ولف لارسن می‌شود که او را با کشتی خود به دریاهای دوردست می‌برند. ولف لارسن مردی است بی‌اخلاق و خشن که قدرت بدنی زیادی دارد و در عین حال (مانند خود جک لندن) خودآموخته است و کتاب‌های زیادی خوانده‌است. داستان با ورود زنی به نام ماد بروستر که شاعر مشهوری است صورت دیگری می‌گیرد و هامفری که عاشق ماد شده در جزیره‌ای دورافتاده با همکاری او از پس ولف برمی‌آید.
جک لندن در این رمان به ابرانسان نیچه نظر داشته و در داستان به بزرگان عرصه ادب و اندیشه مانند هربرت اسپنسر، عمر خیام، ایپولیت تن، شکسپیر و جان میلتون اشاره دارد.
این کتاب پر از اصطلاحات دریانوردی است و جک لندن در نوشتن آن (مانند بسیاری از دیگر رمان‌های خود) از تجربه زندگی خود بهره گرفته‌است.

## فیلم‌های اقتباس شده
- گرگ دریا (۱۹۱۳), فیلم سینمایی صامت با بازی هوبرت باسورث، با نویسندگی جک لندن و بازی به‌عنوان یک ملوان
- گرگ دریا (۱۹۲۰), فیلم سینمایی صامت با بازی نوآ بیری (Larsen) و تام فرانک (هنرپیشه) (Van Weyden)
- گرگ دریا (۱۹۲۶), فیلم سینمایی صامت با بازی رالف اینس و کلیر آدامز (Maud)
- گرگ دریا (۱۹۳۰), فیلم سینمایی با بازی میلتن سیلز و یواس‌اس بیر (۱۸۷۴) به‌عنوان کشتی Macedonia
- گرگ دریا (۱۹۴۱), فیلم سینمایی با بازی ادوارد جی. رابینسون (Larsen), آیدا لوپینو (Ruth), و جان گارفیلد
- ولف لارسن (۱۹۵۸), فیلم سینمایی با بازی بری سالیوان و پیتر گریوز
- Der Seewolf [de] (آلمان، ۱۹۷۱, ,مینی‌سریال ۴ قسمت), با بازی رایموند هارمستورف و Edward Meeks
- افسانه گرگ دریا (ایتالیا، ۱۹۷۵), فیلم سینمایی با بازی چاک کانرس و جوزپه پامبیری
- Morskoj volk (شوروی، ۱۹۹۰), فیلم تلویزیونی با بازی Liubomiras Lauciavicius and Andrei Rudensky
- گرگ دریا (۱۹۹۳), فیلم تلویزیونی با بازی کریستوفر ریو و چارلز برانسون
- گرگ دریا (۱۹۹۷), فیلم سینمایی با بازی استیسی کیچ
- The Sea Wolf [de] (پروزیبن، آلمان، ۲۰۰۸), با بازی توماس کرچمان[۱]
- گرگ دریا (زد د اف، کانادا/آلمان، ۲۰۰۹), با بازی سباستیان کخ، استیون کمبل مور، نو کمبل و تیم راث. و تهیه‌کنندگی TeleMünchen[۲]